# Anthracoceros montani
Anthracoceros montani este o specie de pasăre rinocer din familia Bucerotidae. Este endemică în Arhipelagul Sulu din Filipine, iar populațiile rămase se află în Tawi-Tawi⁠(d). Se crede că a fost vânată până la dispariție pe insula Jolo. Habitatul său natural este pădurea tropicală umedă. Specia este amenințată de pierderea habitatului, precum și recoltarea potențială ca aliment. Dieta sa include fructe, insecte și șopârle mici.
În 2019 a fost raportat că numai 27 de indivizi maturi mai sunt considerați a fi în viață în sălbăticie, ceea ce face specia una dintre animalele cele mai pe cale de dispariție din lume.

## Descriere
EBird descrie pasărea ca fiind „o pasăre mare de câmpie și pădure montană de pe Insulele Sulu, deși probabil mai supraviețuiește doar pe Tawi-Tawi. Se hrănește în special cu smochine. Una dintre cele mai rare păsări din lume. Complet neagră, cu excepția cozii albe. Are un cioc negru lungă, gros, cap negru și piele neagră goală în jurul ochiului. Masculul are ochi palizi, iar femela are ochi căprui și un cap mai mic. Inconfundabil. Singura pasăre rinocer din arealul său. Vocea este un râs nazal”.

## Habitat și stare de conservare
Pasărea locuiește în principal în păduri de dipterocarpacee, de obicei pe versanții de munte, deși acest lucru poate reflecta pur și simplu o constrângere impusă de pierderea pădurilor. Vizitează ocazional copaci fructiferi izolați la peste 1 km de cea mai apropiată pădure. Are nevoie de copaci mari pentru cuibărit. În timp ce dieta speciei constă în principal din fructe, poate consuma și șopârle mici și unele insecte.
IUCN a evaluat această pasăre ca fiind în pericol critic de dispariție. În 2019 s-a raportat că se crede că în sălbăticie mai supraviețuiesc doar 27 de indivizi maturi. Acest fapt a dus la etichetarea sa ca fiind cea mai amenințată specie de pasăre rinocer și una din cele mai amenințate animale din întreaga lume. A dispărut de pe insula Jolo⁠(d) din cauza vânătorii, iar populațiile rămase în Tawi-Tawi⁠(d) sunt amenințate de distrugerea habitatului prin exploatare forestieră și incendiere pentru a crea terenuri agricole.